# Чон Доён
Чон Доён (кор. 전도연; род. 11 февраля 1973 года) — южнокорейская актриса, которая завоевала множество наград, включая награду за лучшую женскую роль в 2007 году на Каннском кинофестивале.

## Биография
Чон Доён провела пять лет, исполняя главные роли в телевизионных драмах, до того как мгновенно достигла звёздного статуса, сыграв в своей дебютной работе «Контакт» (1997). В дальнейшем она зарекомендовала себя как актриса-«хамелеон», которая способна справиться с широким набором ролей: от влюблённой школьницы в романтической драме «Орган моего сердца» до жены-прелюбодейки в «Счастливом конце». В 1999 и 2000 годах она получила премии Голубой дракон и Большой колокол в номинациях за лучшую женскую роль за роль в фильме «Орган моего сердца».
В 2001 году она сыграла роль самого обычного банковского кассира в картине «Я бы хотел, чтобы у меня была жена». После главной роли в картине «Нет крови, нет слёз», Чон Доён провела время, снимаясь в телевизионной драме «Shoot for the Stars». В 2003 году её ждал кассовый успех с фильмом «Скрываемый скандал», который был снят на основе известного французского романа «Опасные связи». В следующем году она сыграла двойную роль в мелодраме «Моя мама — русалка».
В 2005 году Чон Доён вновь привлекла широкое внимание, сыграв проститутку, которая заражена СПИДом, в мелодраме «Ты моя радость». Фильму удалось собрать хорошие кассовые сборы и завоевать для актрисы несколько престижных наград. Затем актриса вновь вернулась на телевидение, где снялась в сериале «Влюбленные в Праге». Её работы стали редким примером того, как сериал и кинофильм добились широкого успеха с одним и тем же актёром или актрисой.
Но настоящий успех пришёл к Чон Доён лишь после съёмок в фильме «Тайное сияние». Именно за эту роль она получила награду за лучшую женскую роль от жюри Каннского кинофестиваля, став первой кореянкой, которая когда-либо получала награду в Каннах (до этого награду в Каннах получал лишь режиссёр Пак Чханук).
После исполнения главной роли в фильме «Мой милый враг» Чон родила дочь и взяла на некоторое время творческий отпуск. Но уже в 2010 году она подтвердила свой статус ведущей корейской актрисы, сыграв главную роль в фильме «Служанка». Актриса в очередной раз снялась обнажённой, предыдущими фильмами, также содержавшими постельные сцены, были «Скрываемый скандал» и «Счастливый конец».
В 2012 году исполнила главную роль в фильме «Ирония судьбы», премьера картины состоялась на кинофестивале в Торонто.
Чон Доён является одной из немногих корейских актрис, получивших признание не только в Азии, но и в Европе.
В 2014 году была членом жюри 67-го Каннского кинофестиваля.

## Фильмография

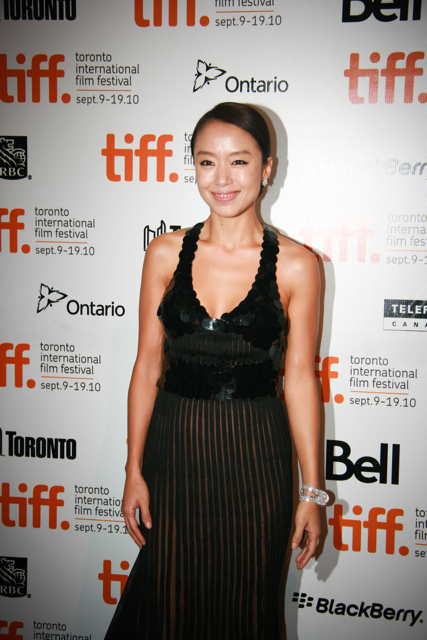
Чон Доён на кинофестивале в Торонто, 12 сентября 2010

| Год       |   | Русское название                   | Оригинальное название       | Роль |
| --------- | - | ---------------------------------- | --------------------------- | ---- |
| 1997      | ф | Звезда души моей                   | Byeoleun nae gaseume        |      |
| 1997      | ф | Контакт                            | 접속                        |      |
| 1998      | ф | Драгоценные воспоминания           | Cherished Memories          |      |
| 1998      | ф | Обещание                           | 약속                        |      |
| 1999      | ф | Орган моего сердца                 | 내 마음의 풍금              |      |
| 1999      | ф | Счастливый конец                   | 해피 엔드                   |      |
| 2001      | ф | Я хотел бы, чтобы у меня была жена | 나도 아내가 있었으면 좋겠다 |      |
| 2002      | ф | Ни крови,ни слез                   | No blood no tears           |      |
| 2002      | ф | Поймай свою звезду                 | Byeoleul ssoda              |      |
| 2003      | ф | Скрываемый скандал                 | 스캔들 - 조선 남녀 상열지사 |      |
| 2004      | ф | Моя мама — русалка                 | 인어공주                    |      |
| 2005      | ф | Ты моя радость                     | 너는 내 운명                |      |
| 2005      | ф | Любовники в Праге                  | Peurahaui yeonin            |      |
| 2007      | ф | Тайное сияние                      | 밀양                        |      |
| 2008      | ф | Мой милый враг                     | 멋진 하루                   |      |
| 2010      | ф | Служанка                           | 하녀                        |      |
| 2011      | ф | Ирония судьбы                      | 카운트다운                  |      |
| 2011      | ф | Обратный отсчет                    | Kawoonteudawoon             |      |
| 2013      | ф | Путь домой                         | Jibeuro ganeun gil          |      |
| 2015      | ф | Бесстыдник                         | Moorwehan                   |      |
| 2015      | ф | Воспоминания меча                  | Hyubnyeo, kalui kieok       |      |
| 2016      | ф | Мужчина и женщина                  | 남과 여                     |      |
| 2016      | ф | Хорошая жена                       | Gut waipeu                  |      |
| 2022—2022 | с | Ускоренный курс романтики          | Ilta seukaendeul            |      |